# Anisakis
Anisakis és un gènere de nematodes ascarídides de la família Ascarididae. En el seu cicle de vida conviuen en peixos i mamífers marins. Són perjudicials per als éssers humans perquè causen anisakiosi.

## Cicle de vida
El cicle de vida de l'anisakis s'inicia a l'aparell digestiu de diversos animals marins. El cuc un cop instal·lat pon els seus ous, els quals són expulsats de l'organisme a través de les femtes de l'animal. Un cop en el medi marí els ous s'obren a l'aigua, creixen i es converteixen en larves. Per tal que puguin sobreviure aquestes seran ingerides per algun crustaci (gambes, llagostins, llagostes…). Aquests crustacis seran menjats per cefalòpodes més grans com (calamars o pops), on el nematode s'allotjarà a les parets de l'intestí i es protegirà amb una capa per a madurar a larva 3. Normalment, l'anisakis es troba a l'interior de les vísceres, encara que ocasionalment pot trobar-se en altres parts com per exemple els músculs o sota la pell. El cicle vital es completa quan un mamífer marí (cetaci o pinnípede) s'alimenta d'un animal infectat. El nematode s'allotja a l'intestí, s'alimenta, muda dues vegades més i es transforma en adult, es reprodueix i pon els ous, els quals seran evacuats a l'aigua marina a través de les femtes del mamífer que ha parasitat.
A causa de la semblança entre els mamífers marins i els humans, les espècies d'anisakis poden infectar a humans quan mengen peix cru o poc cuinat. Aquestes són algunes de les espècies de peix que amb més freqüència poden contenir anisakis: sardina, bacallà, seitó, maire, salmó, lluç, bonítol, rap, verat, abadejo, sorell i arengada.

Cicle de vida de l'Anisakis

## Particularitats
El gènere inclou diverses espècies de cucs paràsits, causants de l'anisakiosi, malaltia que es transmet menjant peix cru. Els casos de anisaquiasi són comuns al Japó, la Polinèsia i Països Baixos, on és costum menjar peix cru. Aquests cucs paràsits es destrueixen cuinant el peix a una temperatura de 60 °C durant 10 minuts o bé congelant el peix a -20 °C durant 24 hores.
Altres paràsits que venen de menjar peix cru són els trematodes i cestodes.

## Normativa aplicable a Espanya
En el Reial decret 1420/2006, d'1 de desembre, es fixa l'obligatorietat, per als establiments que serveixen menjar, de sotmetre tots els peixos que s'hagin de servir crus o gairebé crus a un cicle de congelació de 24h a una temperatura igual o inferior a -20 °C. Aquest decret també inclou els productes de pesca que han estat sotmesos a un procés de fumatge en fred en què la temperatura central del producte no ha sobrepassat els 60 °C. Igualment estaran obligats a garantir la congelació en les mateixes condicions si es tracta de productes de pesca en escabetx o salats, quan aquest procés no sigui suficient com a per a eliminar les larves d'anisakis.
En el Reial decret 1437/1992, de 27 de novembre, es fixen les directrius relatives a la producció i comercialització dels productes pesquers i de l'aqüicultura. Referent als paràsits, determina que, tant els peixos, com els productes derivats del peix, hauran de passar un control visual per detectar els possibles paràsits visibles i eliminar-los. Per altra banda, es prohibeix la venda de peixos o parts d'aquests que estiguin altament parasitats. Finalment, són els vaixells i les indústries dedicades a l'elaboració i preparació dels productes de pesca els responsables de dur a terme el control per a garantir el compliment d'aquesta llei.